# Kevin Duckworth
Kevin Jerome Duckworth (Harvey, Illinois; 1 de abril de 1964-Gleneden Beach, Oregón; 25 de agosto de 2008) fue un jugador de baloncesto estadounidense que jugó durante once temporadas en la NBA. Con 2,13 metros de altura, jugaba en la posición de pívot.

## Trayectoria deportiva

### Universidad
Duckworth jugó durante 4 temporadas con los Panthers de la Universidad de Illinois Oriental, en las que promedió 13,4 puntos y 7,4 rebotes por partido.

### Profesional
Fue elegido en la segunda ronda del Draft de la NBA de 1986 por San Antonio Spurs, en el puesto 33. Poco después de comenzar su primera temporada como profesional, fue traspasado a Portland Trail Blazers a cambio de un descontento Walter Berry. A pesar de sus problemas de sobrepeso, en su siguiente temporada fue elegido Jugador Más Mejorado de la NBA tras aumentar sus estadísticas de 5,4 puntos y 3,4 rebotes a 15,8 puntos y 7,4 rebotes en la temporada 1987/88. Al año siguiente mejoró aún más, pasando a 18,1 puntos y 8 rebotes, lo que le permitió ser seleccionado para el equipo de la Conferencia Oeste del All-Star Game, algo que repetiría en 1991.
Tras 7 años en Portland, fue traspasado a Washington Bullets a cambio de Harvey Grant, donde jugó dos temporadas, siendo de nuevo traspasado, esta vez a Milwaukee Bucks, donde se perdería casi toda la campaña por culpa de una lesión. Acabó su carrera deportiva en Los Angeles Clippers, en 1997. 
En 11 temporadas promedió 11,8 puntos y 5,8 rebotes por partido.

## Estadísticas de su carrera en la NBA

### Temporada regular
| Año     | Equipo      | PJ  | PT  | MPP  | %TC  | %3P  | %TL  | RPP | APP | ROB | TPP | PPP  |
| ------- | ----------- | --- | --- | ---- | ---- | ---- | ---- | --- | --- | --- | --- | ---- |
| 1986–87 | San Antonio | 14  | 1   | 8.7  | .400 | .000 | .643 | 2.2 | .4  | .4  | .2  | 3.2  |
| 1986–87 | Portland    | 51  | 0   | 14.8 | .491 | .000 | .692 | 3.8 | .5  | .3  | .4  | 6.0  |
| 1987–88 | Portland    | 78  | 50  | 28.5 | .496 | .000 | .770 | 7.4 | .8  | .4  | .4  | 15.8 |
| 1988–89 | Portland    | 79  | 79  | 33.7 | .477 | .000 | .757 | 8.0 | .8  | .7  | .6  | 18.1 |
| 1989–90 | Portland    | 82  | 82  | 30.0 | .478 | .000 | .740 | 6.2 | 1.1 | .4  | .4  | 16.2 |
| 1990–91 | Portland    | 81  | 81  | 31.0 | .481 | .000 | .772 | 6.6 | 1.1 | .4  | .4  | 15.8 |
| 1991–92 | Portland    | 82  | 82  | 27.1 | .461 | .000 | .690 | 6.1 | 1.2 | .5  | .5  | 10.7 |
| 1992–93 | Portland    | 74  | 55  | 23.8 | .438 | .000 | .730 | 5.2 | .9  | .6  | .5  | 9.9  |
| 1993–94 | Washington  | 69  | 52  | 21.5 | .417 | .000 | .667 | 4.7 | .8  | .5  | .5  | 6.6  |
| 1994–95 | Washington  | 40  | 22  | 20.5 | .442 | .200 | .643 | 4.9 | .5  | .5  | 0.6 | 7.1  |
| 1995–96 | Milwaukee   | 8   | 1   | 7.3  | .214 | .000 | .500 | .9  | .3  | .3  | .0  | 1.1  |
| 1996–97 | Los Angeles | 26  | 22  | 14.8 | .437 | .750 | .688 | 2.3 | .6  | .3  | .4  | 4.0  |
| Total   | Total       | 684 | 527 | 25.5 | .468 | .208 | .736 | 5.8 | .9  | .5  | .5  | 11.8 |

### Playoffs
| Año   | Equipo   | PJ | PT | MPP  | %TC  | %3P  | %TL   | RPP  | APP | ROB | TPP | PPP  |
| ----- | -------- | -- | -- | ---- | ---- | ---- | ----- | ---- | --- | --- | --- | ---- |
| 1987  | Portland | 4  | 0  | 13.3 | .500 | .000 | .400  | 2.0  | .3  | 1.0 | .3  | 3.5  |
| 1988  | Portland | 4  | 4  | 37.8 | .486 | .000 | .783  | 11.0 | 1.8 | .3  | .5  | 21.5 |
| 1989  | Portland | 3  | 3  | 27.7 | .400 | .000 | .545  | 5.7  | .7  | .3  | .3  | 11.3 |
| 1990  | Portland | 15 | 15 | 30.2 | .439 | .000 | .717  | 5.8  | 1.1 | .3  | .6  | 13.1 |
| 1991  | Portland | 16 | 16 | 31.9 | .401 | .000 | .732  | 6.7  | .9  | .5  | .5  | 11.7 |
| 1992  | Portland | 21 | 21 | 30.8 | .495 | .000 | .660  | 5.6  | 2.0 | .5  | .6  | 11.9 |
| 1993  | Portland | 4  | 0  | 14.5 | .333 | .000 | 1.000 | 3.3  | .8  | .0  | .3  | 4.5  |
| Total | Total    | 67 | 59 | 29.2 | .447 | .000 | .702  | 5.9  | 1.3 | .4  | .5  | 11.7 |

## Vida personal
En 1996, junto a Kermit Washington, abrió el Le'Slam Sports Cafe en Vancouver (Washington).
Tras su retirada se estableció en Tigard (Oregón), donde vivía con su novia Tala y sus dos hijos Aria y Beau.
Al final de su vida pasó varios años trabajando en Royal Marine Sales, una pequeña empresa local donde compraba y vendía pequeños yates.

### Fallecimiento
El 25 de agosto de 2008 falleció mientras visitaba la costa de Oregón, al parecer por un problema cardíaco. Tenía 44 años.
Tras su muerte, los Portland Trail Blazers llevaron un distintivo con el número '00' en su camiseta durante la temporada 2008–09, y el gobierno de Oregón, renombró el muelle junto a la explanada  de Eastbank de Portland, sobre el río Willamette, llamándola Kevin J. Duckworth Memorial Dock.